# Янтиковская средняя школа
Янтиковская средняя общеобразовательная школа — муниципальное бюджетное образовательное учреждение, расположенное в селе Янтиково Янтиковского района Чувашии.

## История школы

### Краткая историческая справка
- Первая школа в с. Янтиково была открыта Министерством Госимущества в 1862 году. Она просуществовала до 1865 года.
- В 1855—1856 годах в Казанском крае выдвинулся известный деятель просвещения нерусских народов профессор Николай Иванович Ильминский, выработавший систему просвещения, направленную на усиление православия среди нерусских народов Поволжья, Средней Азии и Сибири. В нерусских школах началось обучение по системе Ильминского. Для работы в школах по этой системе очень помогло организованное в 1867 году братство святителя Гурия в г. Казани. Оно настаивало на распространении христианской религии среди инородцев в ходе их обучения. Братство св. Гурия начинает открывать в селениях «инородцев» школы[1].
- В с. Янтиково школа братства св. Гурия была открыта в 1875 году, что является второй неофициальной датой открытия школы. Под эгидой братства святителя Гурия она просуществовала до 1882 года. Школа размещалась в частной наёмной квартире.
- До 1905 года в школах братства св. Гурия дети обучались в течение 2 лет. После Н. И. Ильминскиго много сил вкладывает в дело просвещения чувашского народа И. Я. Яковлев. В 1879 году он впервые приезжает как инспектор народных училищ Казанского округа в с. Яншихово-Норваши, который на сходе 12 октября 1879 года содействовал принятию договора сельчанами о выделении одной десятины земли в черте деревни для постройки школы.

С этого времени И. Я. Яковлев проводит огромную работу по организации строительства школ в селениях Яншихово-Норваши и Янтиково.
И. Я. Яковлев инородческое МНП училище намеревался ходатайствовать открыть в с. Янтиково или в д. Буяново. Наконец на сходе крестьян Архангельско-Янтиковской волости пришли к общему выводу об открытии инородческого МНП училища в с. Янтиково, которая открылась 4 октября 1882 года в 11 часов дня. В училище собрались 52 ученика с родителями.
- Резолюцией от 10 сентября 1882 года И. Я. Яковлев определил Антона Григорьева на должность первого учителя во вновь открывающееся одноклассное инородческое училище в с. Янтиково, который проработал в данной должности до 1885 года.
- После него с 15 сентября 1885 года работал учителем Михаил Никитин.
- В 1896 году И. Я. Яковлев назначил учителем Янтиковского одноклассного инородческого МНП училища Гаврила Фёдорова, преподавателя русского языка 1 класса Симбирской чувашской школы
- С 26 августа 1897 года Николая Ефремова, окончившего курсы Симбирской центральной чувашской школы.

После перевода Янтиковской и Яншиховской школ в систему Министерства народного просвещения И. Я. Яковлев со всей энергией и настойчивостью начинает большую работу по строительству школьных зданий в этих двух селениях.
- Янтиковское двухэтажное здание школы начали строить в 1896 году и закончили в 1903 году.

И. Я. Яковлев во время строительства школы почти ежегодно бывал здесь и каждый раз останавливался у Степана Емельянова в пятистенном доме, где размещалась школа. В 1903 году на приём школы в последний раз приезжал И. Я. Яковлев. Поднявшись на второй этаж вместе с членами комиссии, как только переступил порог класса, сказал: «Выдержит ли меня данная школа». В этот миг сделал подпрыгивание и произнёс опять: «Школу построили хорошо, поэтому надо пустить в ход».
— Устное предание, записанное со слов старожилов с. Янтиково
- Первый выпуск учащихся из Янтиковского 2-классного инородческого МНП училища состоялся в 1905 году. Свидетельство об окончании курса во втором классе МНП училища получили 41 ученик, посещавшие училище из 26 деревень. Среди них был Михаил Алексеевич Масленников, который проработал в школе 48 лет.
- Из данных дел инспектора народного образования Цивильского уезда Н. П. Пудовика за 1914-15 г.г. видно, что на 01.02.1915 г. учителями Янтиковского 2-классного училища состояли Орлова, Соколова, З. Комиссарова(зав.училищем). Ассигновано средств на 1916 год по классным расписаниям для Янтиковского МНП училища 2091 30 копеек.[3]
- В янтиковском 2-классном МНП училище с 1905—1917 г.г. было всего 10 выпусков и выданы свидетельства 292 ученикам.
- К началу 1933-1934 учебного года Чувашская АССР добилась полного охвата детей, окончивших начальные школы, обучением в 5-х классах.
- В 1936-1937 учебном году в школе работали 14 учителей: П. П. Павлов — директор, М. А. Масленников, М. В. Масленникова, М. Е. Степанова, Ольга Владимировна Пятницкая, Н. С. Семёнов, В. Ф. Орлов, К. В. Васильев, М. М. Белкин, И. А. Александров, П. П. Панфилов. Из них 3 учителя имели высшее образование, 2 — незаконченное высшее, 7 — средне-педагогическое и 2 учителя имели начальное образование.

### Первые учителя
1. С 1862 г. до 1865 г. — заштатный преподаватель Министерства Госимущества.
2. с 1865 г. до 1875 г. — штатный священник Братства святителя Гурия
3. с 1875 г. до 10 сентября 1882 г. — Степан Емельянов
4. с 10 сентября 1882 г. до 15 сентября 1885 г. — Антон Григорьев.
5. с 15 сентября 1885 г. до 1896 г. — Михаил Никитин.
6. 1896—1897 г.г.- Гаврила Фёдоров, преподаватель русского языка 1 класса Симбирской чувашской школы.
7. с 26 августа 1897 г. до 1905 г. -Николай Ефремов, окончивший курсы Симбирской центральной чувашской школы.
8. 1905—1910 г.г. — Михаил Алексеевич Масленников.

### Директора
1. Масленников Михаил Алексеевич — (1910—1914) зав. училищем
2. Коммисаров С. М. — (1915—1921) зав. училищем
3. Масленников Михаил Алексеевич — (1921—1927) зав. училищем
4. Рыжов В. А. — (1927—1929) директор
5. Соколов Е. А. — (1929—1933) директор
6. Ломоносов Вячеслав Иринархович — (1933) директор
7. Павлов П. П. — (1933—1938) директор
8. Сичуркин П. И. — (1938—1938) директор
9. Шехмачов И. А. — (1938—1938) директор
10. Васильев Г.В, — (1939—1939) директор
11. Филиппов И.Ф, — (1939—1941) директор
12. Ломоносов Вячеслав Иринархович — (1941—1941) директор
13. Пакша Г. Ф. — (1941—1941) директор
14. Масленникова М. В. — (1941—1950) директор
15. Афанасьев Григорий Афанасьевич — (1950—1954) директор
16. Игнатьев Петр Игнатьевич — (1954—1955) директор
17. Леонтьев Михаил Леонтьевич — (1955—1959) директор
18. Денисов Василий Денисович — (1959—1961) директор
19. Прокопьев Владимир Николаевич — (1961—1963) директор
20. Терентьев Вениамин Терентьевич — (1963—1973) директор
21. Иванов Валерий Георгиевич — (1973—1982) директор
22. Васильев Владислав Николаевич — (1982—1993) директор
23. Михайлов Михаил Алексеевич — (1993—1994) директор
24. Шакров Владимир Яковлевич — (1994—1994) директор
25. Михайлов Михаил Алексеевич — (1994—2001) директор
26. Кириллов Анатолий Николаевич — (2001—2012)[4]
27. Кириллова Вера Михайловна — (2012-2020 г.)[5]
28. Моряков Евгений Николаевич - С 2020 г.

### Хронология
- 1862 г. — в селе Янтиково открыта школа Министерства Госимуществ;
- 1875 г. — открыта школа братства св. Гурия;
- 12 октября 1879 г. — первый приезд с инспекцией как инспектора народных училищ Казанского округа в с. Яншихово-Норваши И. Я. Яковлева, проводившего огромную работу по организации строительства школ в селениях Яншихово-Норваши и Янтиково (Янтиковский район);
- 4 октября 1882 г. — открыто одноклассное инородческое МНП училище;
- 1896 г. — начало строительства Янтиковского двухэтажного здания школы;
- 1 сентября 1902 г. — двухклассное инородческое МНП училище;
- 1903 г. — пущено в эксплуатацию двухэтажное здание школы, строительство которого начато И. Я. Яковлевым;
- 1905 г. — Первый выпуск учащихся из Янтиковского 2-классного инородческого МНП училища. Свидетельство об окончании курса во втором классе МНП училища получили 41 ученик, посещавшие училище из 26 деревень. Среди них был Михаил Алексеевич Масленников, который проработал в школе 48 лет;
- 1907 г. — Второй выпуск Янтиковского 2-классного училища, свидетельство об окончании училища получили 44 человека;
- 1909 г. — Третий выпуск Янтиковского 2-классного училища;
- 1911 г. — Четвёртый выпуск Янтиковского 2-классного училища;
- 1912 г. — Пятый выпуск Янтиковского 2-классного училища;
- 1913 г. — Шестой выпуск Янтиковского 2-классного училища;
- 1921 г. — двухклассное училище переименовано в советскую чувашскую школу 2 ступени. В этом году её окончило 17 учащихся (11 выпуск по счёту);
- 1922 г. — выпуск из школы не состоялся, так как предыдущий 1921 год был годом голодным и приём в первый класс не производился;
- 1923 г. — школа была реорганизована в школу-восьмилетку;
- 1925 г. — 14-м выпуском по счету школу окончило 11 человек;
- 1930 г. — Янтиковская школа-восьмилетка была преобразована в ШКМ(школа крестьянской молодежи), которая с 1930 по 1934 годы выпустила 191 ученика за 6 выпусков (в 1930 году было 2 выпуска);
- 1934 г. — Янтиковская ШКМ преобразована в среднюю школу;
- 1936 г. — пущено в ход новое здание школы на 200 ученических мест;
- 1937 г. — введено всеобщее семилетнее обучение и созданы необходимые предпосылки для перехода ко всеобщему среднему образованию;
- 1960 г. — в школе начато преподавание автодела;
- 1972 г. — пущено в эксплуатацию новое здание школы на 468 мест;
- 1974 г. — открыт памятник Герою Советского Союза Зое Космодемьянской, чьё имя носила пионерская дружина;
- 1991 г. — в школе открыт педагогический класс при ЧГПИ имени И. Я. Яковлева;
- 1994 г. — открыт технический лицей при Казанском технологическом университете;
- 1995 г. — школа переименована в Янтиковскую среднюю общеобразовательную школу;
- 2000 г. — открыт лицейский класс с углубленным изучением отдельных предметов при ЧГУ им. И. Н. Ульянова;
- 2002 г. — школа переименована в МОУ «Янтиковская средняя общеобразовательная школа»;
- 26 октября 2002 г. — школа отметила своё 140-летие;
- 2002 г. — возобновилось строительство школы на 620 мест, которое было приостановлено в 1990-х годах;
- 2004 г. — открыт профильный класс МАДИ;
- 30 декабря 2005 г. — открытие нового здания школы;
- 6 октября 2012 г. — школа отметила своё 150-летие.
- 6 октября 2022 г. — школа отметила своё 160-летие.

## Награды и заслуги
- Грамота ФГОУ ВПО «ЧГСХА» за подготовку призера Республиканского конкурса творческих работ «Лучший фермер нашего района».
- Два педагога из состава школы признаны призёрами окружного этапа Всероссийского конкурса «За нравственный подвиг учителя».
- 2 учащихся стали лауреатами Всероссийского заочного конкурса «Познание и творчество».
- Среди учителей школы:

Заслуженный учитель РФ — 1,
Заслуженный учитель Чувашской Республики — 1,
имеют нагрудный знак «Почетный работник общего образования» — 6,
имеют нагрудный знак «Отличник народного просвещения» — 1.
- Михайлова А. П., учитель биологии, в 2006 г., в 2010 г. получила грант Президента Российской Федерации.[6]

## Образование
Общеобразовательные программы:
I ступень:
- обучение по традиционной системе;
- обучение по программе «Школа 2100»;
- школа будущих первоклассников;
- раннее обучение детей английскому языку, информатике;
- 4 часа кружковых занятий;

II ступень:
- обучение по традиционной системе;
- предпрофильная подготовка;
- элективные курсы по выбору;
- кадетский класс;
- профориентационная подготовка;

III ступень:
- профильное обучение;
- спецкурсы с привлечением преподавателей ВУЗов;
- обучение автоделу и подготовка водителей автомобиля категории «B,C»

Направления инновационной деятельности:
- обучение по программе «Школа 2100»;
- раннее изучение английского языка, информатики;
- сотрудничество с ЧГУ им. И. Н. Ульянова, с ЧГПУ им. И. Я. Яковлева, с МАДИ (ГТУ), с Казанским социально-гуманитарным колледжем;
- предпрофильная подготовка в девятых классах;
- профильное обучение в 10—11 классах по направлениям:
  - физико-математическое направление;
  - гуманитарное;
  - естественно- научное;
  - педагогическое;
- аппробация модели кадетского класса;
- психологическая служба;
- научно-исследовательская деятельность учащихся;
- участие в российских, республиканских, районных проектах;
- использование новых образовательных технологий

### Учащиеся
Медалисты школы:
| Учебный год | Ф.И.О. учащихся, награждённых медалями «За особые успехи в учении» | Тип медали                                                |
| ----------- | ------------------------------------------------------------------ | --------------------------------------------------------- |
| 1974-1975   | Козлов Владимир Васильевич                                         | грамота «За особые успехи в изучении отдельных предметов» |
| 1981-1982   | Игнатьева Лилия Васильевна                                         | грамота «За особые успехи в изучении отдельных предметов» |
| 1982-1983   | Ильина Маргарита Георгиевна                                        | грамота «За особые успехи в изучении отдельных предметов» |
| 1983-1984   | Михайлова Луиза Витальевна                                         | грамота «За особые успехи в изучении отдельных предметов» |
| 1984-1985   | Чернова Елена Васильевна                                           | грамота «За особые успехи в изучении отдельных предметов» |
| 1985-1986   | Муханова Светлана Александровна                                    | серебро                                                   |
| 1985-1986   | Федотов Александр Анатольевич                                      | серебро                                                   |
| 1986-1987   | Федорова Валентина Мефодьевна                                      | Золото                                                    |
| 1986-1987   | Майорова Светлана Геннадьевна                                      | серебро                                                   |
| 1986-1987   | Емельянова Татьяна Ивановна                                        | серебро                                                   |
| 2005-2006   | Албутов Андрей Петрович                                            | золото                                                    |
| 2005-2006   | Владимирова Кристина Васильевна                                    | золото                                                    |
| 2005-2006   | Кондратьева Елена Валерьевна                                       | золото                                                    |
| 2005-2006   | Григорьев Александр Алексеевич                                     | серебро                                                   |
| 2005-2006   | Никитин Игорь Васильевич                                           | серебро                                                   |
| 2005-2006   | Михайлов Михаил Юрьевич                                            | серебро                                                   |
| 2005-2006   | Павлов Евгений Николаевич                                          | серебро                                                   |
| 2005-2006   | Сергеев Михаил Геннадьевич                                         | серебро                                                   |
| 2005-2006   | Сучков Александр Юрьевич                                           | серебро                                                   |
| 2005-2006   | Ярмулина Анастасия Олеговна                                        | серебро                                                   |
| 2005-2006   | Куклова Надежда Валерьевна                                         | серебро                                                   |
| 2005-2006   | Рузавина Наталия Геннадьевна                                       | серебро                                                   |
| 2006-2007   | Ильина Марина Юрьевна                                              | золотая                                                   |
| 2006-2007   | Кириллова Кристина Анатольевна                                     | золотая                                                   |
| 2006-2007   | Ларионова Алена Альбертовна                                        | золотая                                                   |
| 2006-2007   | Турханова Татьяна Владиславовна                                    | золотая                                                   |
| 2006-2007   | Порфирьева Екатерина Владимировна                                  | золотая                                                   |
| 2006-2007   | Мосина Валентина Олеговна                                          | серебряная                                                |
| 2006-2007   | Цыкляева Кристина Юрьевна                                          | серебряная                                                |
| 2006-2007   | Алексеева Антонина Радионовна                                      | серебряная                                                |
| 2006-2007   | Бартязова Наталия Викторовна                                       | серебряная                                                |
| 2006-2007   | Кузьмина Светлана Валериевна                                       | серебряная                                                |
| 2006-2007   | Прокопьева Валентина Александровна                                 | серебряная                                                |
| 2006-2007   | Андреева Оксана Юрьевна                                            | серебряная                                                |
| 2007-2008   | Королева Алиса Владимировна                                        | золотая                                                   |
| 2007-2008   | Андреева Оксана Юрьевна                                            | золотая                                                   |
| 2007-2008   | Димитриева Кира Николаевна                                         | золотая                                                   |
| 2007-2008   | Иванова Анна Александровна                                         | золотая                                                   |
| 2007-2008   | Муханова Надежда Алексеевна                                        | золотая                                                   |
| 2007-2008   | Васильева Анастасия Александровна                                  | золотая                                                   |
| 2007-2008   | Михайлова Олеся Юрьевна                                            | золотая                                                   |
| 2007-2008   | Михайлова Олеся Юрьевна                                            | золотая                                                   |
| 2007-2008   | Кондратьева Екатерина Валерьевна                                   | серебряная                                                |
| 2007-2008   | Салмина Алиса Геннадиевна                                          | серебряная                                                |
| 2007-2008   | Смирнова Ольга Вячеславовна                                        | серебряная                                                |
| 2007-2008   | Сидорова Любовь Анатольевна                                        | серебряная                                                |
| 2007-2008   | Федорова Ксения Владимировна                                       | серебряная                                                |
| 2007-2008   | Иванов Иван Георгиевич                                             | серебряная                                                |
| 2007-2008   | Немов Иван Иванович                                                | серебряная                                                |
| 2008-2009   | Кузьмин Сергей Витальевич                                          | золотая                                                   |
| 2008-2009   | Николаева Елена Геннадьевна                                        | золотая                                                   |
| 2008-2009   | Игнатьева Ирина Анатольевна                                        | золотая                                                   |
| 2008-2009   | Хайдукова Анна Александровна                                       | золотая                                                   |
| 2008-2009   | Степанова Татьяна Ивановна                                         | серебряная                                                |
| 2008-2009   | Михайлова Светлана Юрьевна                                         | серебряная                                                |
| 2008-2009   | Сперанская Валентина Владиславовна                                 | серебряная                                                |
| 2008-2009   | Ялугина Екатерина Олеговна                                         | серебряная                                                |
| 2008-2009   | Николаева Юлия Валерьевна                                          | серебряная                                                |
| 2008-2009   | Сулагаева Татьяна Юрьевна                                          | серебряная                                                |
| 2008-2009   | Матвеева Алина Алексеевна                                          | серебряная                                                |
| 2009-2010   | Волкова Ольга Витальевна                                           | золотая                                                   |
| 2009-2010   | Ильина Ольга Сергеевна                                             | золотая                                                   |
| 2009-2010   | Мареева Марина Николаевна                                          | золотая                                                   |
| 2009-2010   | Михайлов Анатолий Эдуардович                                       | золотая                                                   |
| 2009-2010   | Турханова Елена Владиславовна                                      | золотая                                                   |
| 2009-2010   | Федорова Светлана Витальевна                                       | золотая                                                   |
| 2009-2010   | Петрова Оксана Владимировна                                        | серебряная                                                |
| 2009-2010   | Федорова Татьяна Альбертовна                                       | серебряная                                                |
| 2009-2010   | Егорова Вера Николаевна                                            | серебряная                                                |
| 2009-2010   | Хвостов Вячеслав Игоревич                                          | серебряная                                                |
| 2009-2010   | Хадиатулина Татьяна Александровна                                  | серебряная                                                |
| 2010-2011   | Бурдасова Лилия Витальевна                                         | золотая                                                   |
| 2010-2011   | Егорова Ольга Николаевна                                           | золотая                                                   |
| 2010-2011   | Кузьмин Игорь Валериевич                                           | золотая                                                   |
| 2010-2011   | Михайлова Анастасия Александровна                                  | золотая                                                   |
| 2010-2011   | Никитина Екатерина Васильевна                                      | золотая                                                   |
| 2010-2011   | Семенова Надежда Вячеславовна                                      | золотая                                                   |
| 2010-2011   | Семенов Михаил Юрьевич                                             | золотая                                                   |
| 2010-2011   | Смирнова Марина Вячеславовна                                       | золотая                                                   |
| 2010-2011   | Афонина Надежда Николаевна                                         | серебряная                                                |
| 2010-2011   | Васильева Анжелика Юрьевна                                         | серебряная                                                |
| 2010-2011   | Еремеева Варвара Станиславовна                                     | серебряная                                                |
| 2010-2011   | Зубова Евгения Ивановна                                            | серебряная                                                |
| 2010-2011   | Кузьмина Надежда Юрьевна                                           | серебряная                                                |
| 2010-2011   | Наумова Ольга Валерьевна                                           | серебряная                                                |
| 2010-2011   | Павлов Павел Николаевич                                            | серебряная                                                |
| 2010-2011   | Павлов Ростислав Альбертович                                       | серебряная                                                |
| 2010-2011   | Егорова Ольга Владимировна                                         | серебряная                                                |
| 2010-2011   | Краснова Ксения Анатольевна                                        | серебряная                                                |
| 2022-2023   | Иванова София Валерьевна                                           | золотая                                                   |

## Воспитание
Концепция воспитательной работы школы представляет собой личностно-ориентированную систему деятельности, в центре которой находится ребёнок, его личность, интересы, склонности. Основной идеей деятельности педагогического коллектива является развитие личности. Воспитательная система школы рассматривается как сложная система, где воспитание и обучение выступают в качестве важнейших составляющих элементов. В школе осуществляется переход к методически обеспеченной системе саморазвития личности как системе помощи ребёнку в выборе решения своих жизненных проблем, в преодолении трудностей учения, общения, здоровья, в проведении досуга, в выборе жизненного пути. Вследствие этого на данном этапе развития в школе создается модель школы, формирующей культуру жизненного самоопределения, которая характеризует человека как творца собственной жизни и собственного счастья. В этом заключается суть личностно-ориентированного воспитания.
- Организационная деятельность, нравственно–правовое воспитание.
- Формирование положительных привычек.
- Патриотическое воспитание.
- Развитие познавательной деятельности.
- Художественная деятельность и эстетическое воспитание.
- Спортивная деятельность.
- Работа с родителями.
- Профессиональное самоопределение.
- Трудовая деятельность.

## Школьная газета
- Школа некоторое время выпускала презентацию школьной газеты «Темяш» (историческое название села Янтиково).

## Администрация
Директор — Моряков Евгений Николаевич